# Sitamarhi
Sitamarhi là một thành phố và khu đô thị của quận Sitamarhi thuộc bang Bihar, Ấn Độ.

## Địa lý
Sitamarhi có vị trí 26°36′B 85°29′Đ / 26,6°B 85,48°Đ Nó có độ cao trung bình là 56 mét (183 feet).

## Nhân khẩu
Theo điều tra dân số năm 2001 của Ấn Độ, Sitamarhi có dân số 56.769 người. Phái nam chiếm 54% tổng số dân và phái nữ chiếm 46%. Sitamarhi có tỷ lệ 65% biết đọc biết viết, cao hơn tỷ lệ trung bình toàn quốc là 59,5%: tỷ lệ cho phái nam là 71%, và tỷ lệ cho phái nữ là 57%. Tại Sitamarhi, 16% dân số nhỏ hơn 6 tuổi.